# Grenzfestung des Ramses III.
Die Grenzfestung des Ramses III. (arabisch Tell er-Herr, altägyptisch Mekter-en-Ra-mesi-su-heqa-Iunu; Ortsname: Magdolos) war der Name des von Ramses III. in der 20. Dynastie erbauten Befestigungsturmes (westsemitisch Migdol), der etwa 7 Kilometer südwestlich von Pelusium und etwa 13 Kilometer nordöstlich von Sile im Osten des Nildeltas lag.

## Hintergrund
Die kleine Festungsanlage gehörte zum Komplex von Sile und diente als Wachturm, um einen Überblick über das grenznahe Areal zu ermöglichen. Daneben fungierte eine Grenzfestung auch als Grenzkontrollpunkt für Reisende, Händler, umherziehende Nomaden und Boten.